# Fuscoporia rhabarbarina
Fuscoporia rhabarbarina är en svampart som först beskrevs av Miles Joseph Berkeley, och fick sitt nu gällande namn av Groposo, Log.-Leite & Góes-Neto 2007. Fuscoporia rhabarbarina ingår i släktet Fuscoporia och familjen Hymenochaetaceae.   Inga underarter finns listade i Catalogue of Life.